# Anna Karina

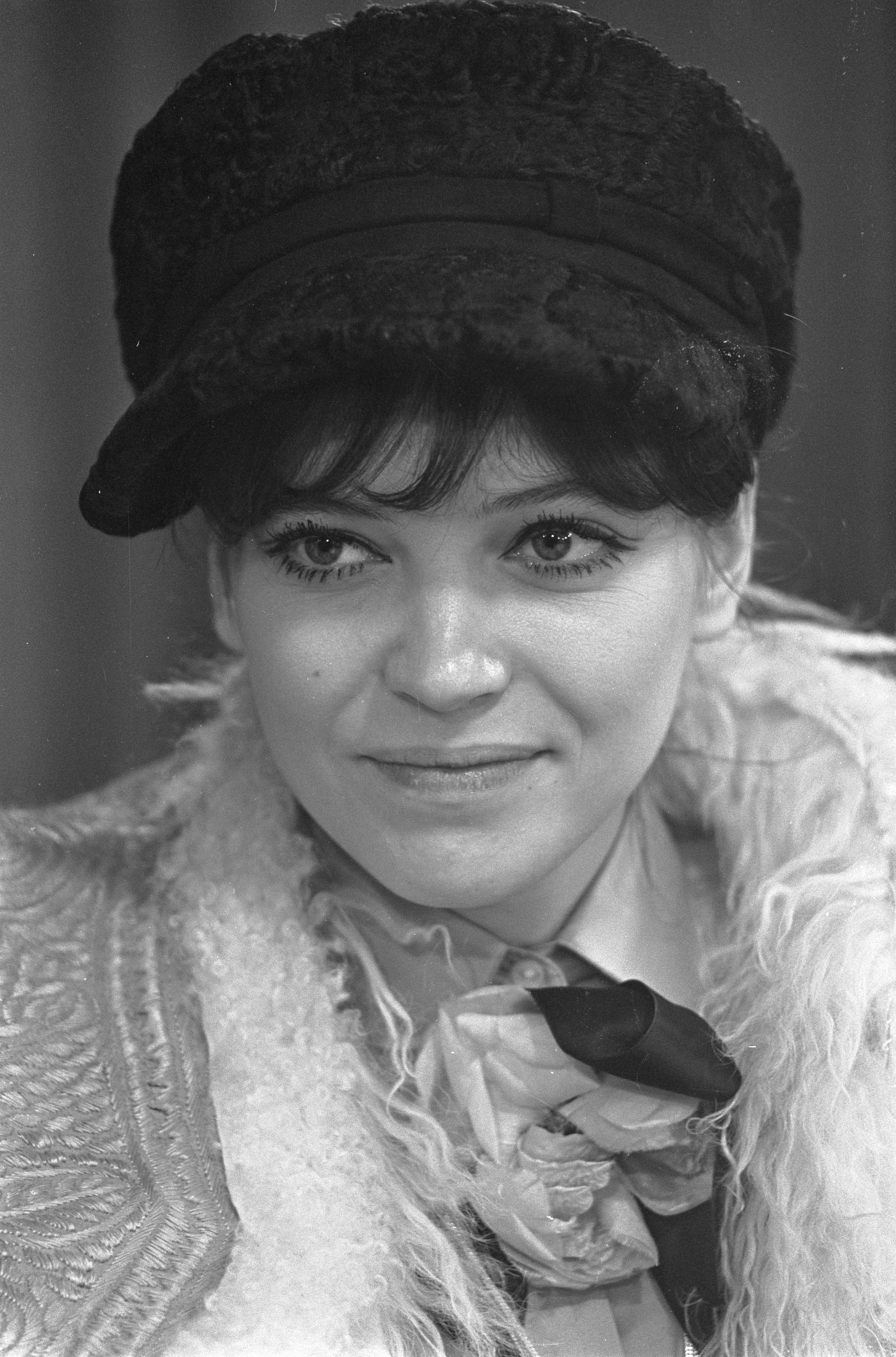
Anna Karina, 1968

Anna Karina (* 22. September 1940 in Solbjerg nahe Aarhus als Hanne Karin Blarke Bayer; † 14. Dezember 2019 in Paris, Frankreich) war eine dänisch-französische Schauspielerin, Sängerin und Schriftstellerin. Am bekanntesten wurde sie durch ihre Rollen in den Filmen von Jean-Luc Godard zwischen 1960 und 1967, mit dem sie auch von 1961 bis 1965 verheiratet war.

## Leben
Hanne Karin Blarke Bayers Mutter war Modistin; ihr Vater, ein Kapitän, verließ die Familie ein Jahr nach der Geburt der Tochter. Anschließend lebte sie für drei Jahre bei ihren Großeltern und dann vier Jahre lang bei einer Pflegefamilie. Danach kehrte sie zu ihrer Mutter zurück. Ihre Kindheit bezeichnete sie später als lieblos, und sie riss wiederholt von zu Hause aus.
Bereits als Jugendliche trat Hanne Karin Bayer in Dänemark in Kabaretts auf und arbeitete als Mannequin. Im Alter von 17 Jahren ging sie nach Paris, wo sie als Model u. a. für Coco Chanel und Pierre Cardin arbeitete. Ihren Künstlernamen Anna Karina bekam sie von Coco Chanel. Während dieser Zeit machte sie auch Werbeaufnahmen, darunter 1959 Werbespots für Seife.

## Filmkarriere

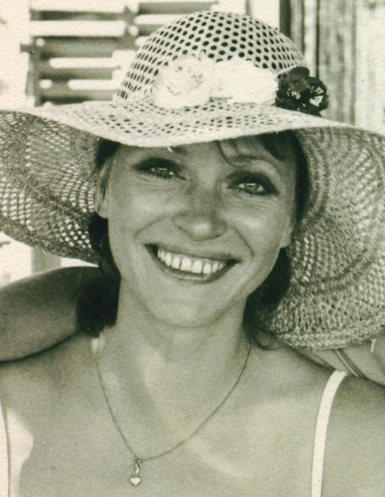
Anna Karina, 1977

Jean-Luc Godard sah Anna Karina in mehreren Werbefilmen der Firma Palmolive, in denen sie, von Seifenschaum bedeckt, in einer Badewanne posierte. Er bot ihr daraufhin eine Nebenrolle in seinem ersten Spielfilm Außer Atem an, aber sie lehnte ab, als sie erfuhr, dass es auch eine Nacktszene geben solle. Als Godard erwiderte, auch in der Palmolive-Werbung sei sie doch nackt zu sehen, soll sie entgegnet haben: „Spinnen Sie? Bei diesen Werbeaufnahmen habe ich einen Badeanzug getragen – und war bis zum Hals von Seifenschaum bedeckt. Nackt war ich nur in Ihrer Vorstellung.“ Godard gab ihr dann eine Rolle in seinem zweiten Langfilm, Der kleine Soldat (1960), und am 3. März 1961 heirateten Godard und Anna Karina. Für ihren nächsten Film mit Godard, Eine Frau ist eine Frau, wurde sie 1961 auf der Berlinale als beste Schauspielerin mit dem Silbernen Bären ausgezeichnet. Zu den weiteren Filmen von Godard, in denen sie mitspielte, gehören u. a. Lemmy Caution gegen Alpha 60 (1965, mit Eddie Constantine) und Elf Uhr nachts (1965, mit Jean-Paul Belmondo).
Anna Karina spielte daneben auch in den Filmen anderer namhafter Regisseure mit, darunter in Die Nonne von Jacques Rivette (1966, u. a. mit Liselotte Pulver), in Der Fremde von Luchino Visconti nach dem Roman von Albert Camus (1967, mit Marcello Mastroianni), in Der Satan mischt die Karten von Tony Richardson nach einem Roman von Vladimir Nabokov (1968), in Michael Kohlhaas – der Rebell von Volker Schlöndorff (1969) und in Chinesisches Roulette von Rainer Werner Fassbinder (1976).
Im Jahr 1973 führte sie Regie bei dem Film Vivre ensemble. Darüber hinaus verfasste sie mehrere Drehbücher.

## Musik und Literatur

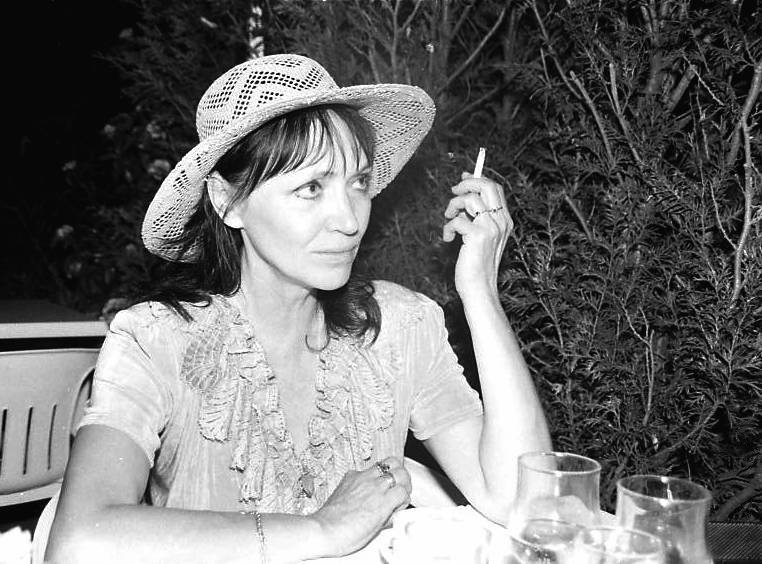
Anna Karina, 1994

Anna Karina wurde daneben, vor allem in Frankreich, auch als Sängerin bekannt, zuerst 1967 durch das Musical Anna von Pierre Koralnik, in dem sie Lieder von Serge Gainsbourg sang, zum Teil gemeinsam mit Jean-Claude Brialy. Zwei Songs der Platte zum Film wurden in Frankreich Hits, nämlich Sous le soleil exactement und Roller Girl. Sie trat auch später gelegentlich noch als Sängerin auf, u. a. 2006 beim Festival Printemps de Bourges im Rahmen einer Hommage an Serge Gainsbourg. 2018 veröffentlichte sie unter Mitwirkung von Howe Gelb das Album Je suis une aventurière (Extraits).
Zwischen 1973 und 1998 erschienen vier von ihr verfasste Romane.

## Privates

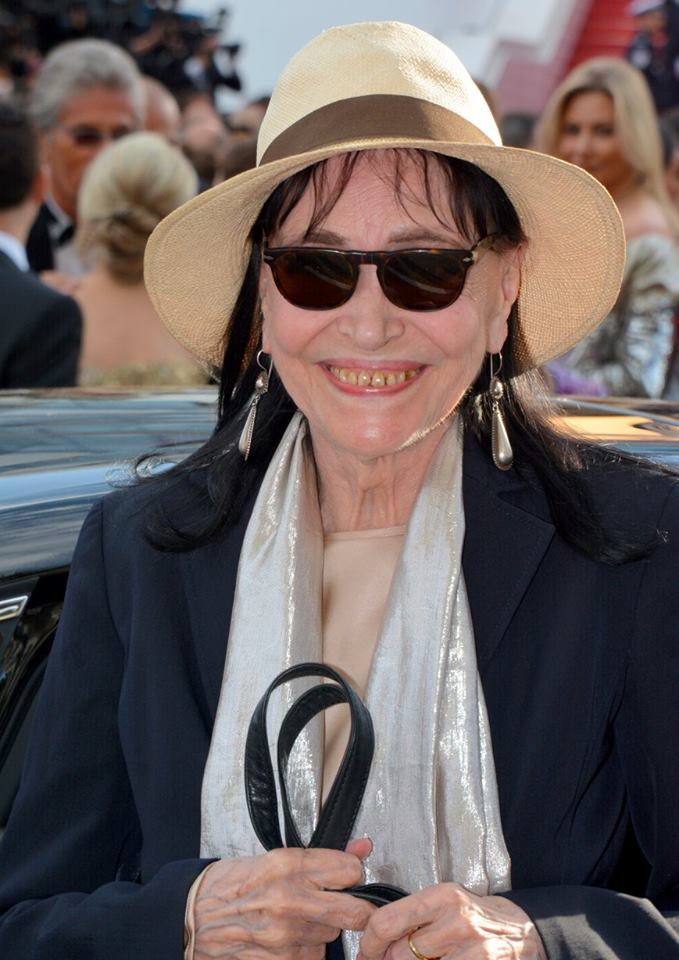
Anna Karina 2018 in Cannes

Von 1961 bis 1965 war Anna Karina mit Jean Luc Godard verheiratet, von 1968 bis 1974 mit dem Schauspieler Pierre Fabre und von 1978 bis 1981 mit dem Schauspieler Daniel Duval. 1982 heiratete sie den Schauspieler und Regisseur Dennis Berry.
Anna Karina starb im Dezember 2019 im Alter von 79 Jahren in Paris an den Folgen einer Krebserkrankung. Sie ruht auf dem Pariser Cimetière du Père-Lachaise (Division 49, Sektion 2). 2021 wurde ihr Mann Dennis Berry zu ihr gebettet.

## Auszeichnungen
- 2018: Ritter der Ehrenlegion[9]

## Filmografie (Auswahl)
- 1960: Der kleine Soldat (Le petit soldat)
- 1961: Mittwoch zwischen 5 und 7 (Cléo de 5 à 7)
- 1961: Eine Frau ist eine Frau (Une femme est une femme)
- 1962: Die Geschichte der Nana S. (Vivre sa vie)
- 1964: Die Außenseiterbande (La bande à part)
- 1964: Der Reigen (La ronde)
- 1965: Le Voleur du Tibidabo
- 1965: Lemmy Caution gegen Alpha 60 (Alphaville, une étrange aventure de Lemmy Caution)
- 1965: Elf Uhr nachts (Pierrot le fou)
- 1965: Mädchen für die Soldaten (Le soldatesse)
- 1966: Die Nonne (La religieuse)
- 1966: Made in USA
- 1967: Das älteste Gewerbe der Welt (Le plus vieux métier du monde)
- 1967: Zärtliche Haie (Tendres requins)
- 1967: Lamiel – ich liebe die Liebe (Lamiel)
- 1967: Der Fremde
- 1968: Der Satan mischt die Karten (Laughter in the Dark)
- 1969: Alexandria – Treibhaus der Sünde (Justine)
- 1969: Michael Kohlhaas – der Rebell
- 1971: Carlos
- 1972: Top Secret (The Salzburg Connection)
- 1973: Vivre ensemble (von und mit Anna Karina)
- 1974: Brot und Schokolade (Pane e cioccolata)
- 1976: Chinesisches Roulette
- 1995: Vorsicht: Zerbrechlich! (Haut bas fragile)
- 2002: The Truth About Charlie
- 2003: Ich, Caesar. 10 ½ Jahre alt, 1,39 Meter groß (Moi César, 10 ans 1/2, 1m39)
- 2008: Victoria